# القاعدة (المقاطرة)

تعديل مصدري - تعديل

القاعدة هي إحدى قرى عزلة المغارمة بمديرية المقاطرة التابعة لمحافظة لحج، بلغ تعداد سكانها 88 نسمة حسب تعداد اليمن لعام 2004.